# Mentawai-szigeteki langur
A mentawai-szigeteki langur (Presbytis potenziani) a cerkóffélék (Cercopithecidae) családján belül a karcsúmajomformák (Colobinae) alcsaládjába tartozó Presbytis nem egyik faja.

## Előfordulása
Az Indonéziához tartozó Mentawi-szigeteken található meg. Természetes élőhelye a szubtrópusi vagy a trópusi száraz erdők. Az élőhelyének elvesztése fenyegeti. Az IUCN vörös listáján a veszélyeztetett kategóriában szerepel.